# فراری ۵۷۵ام مارانلو

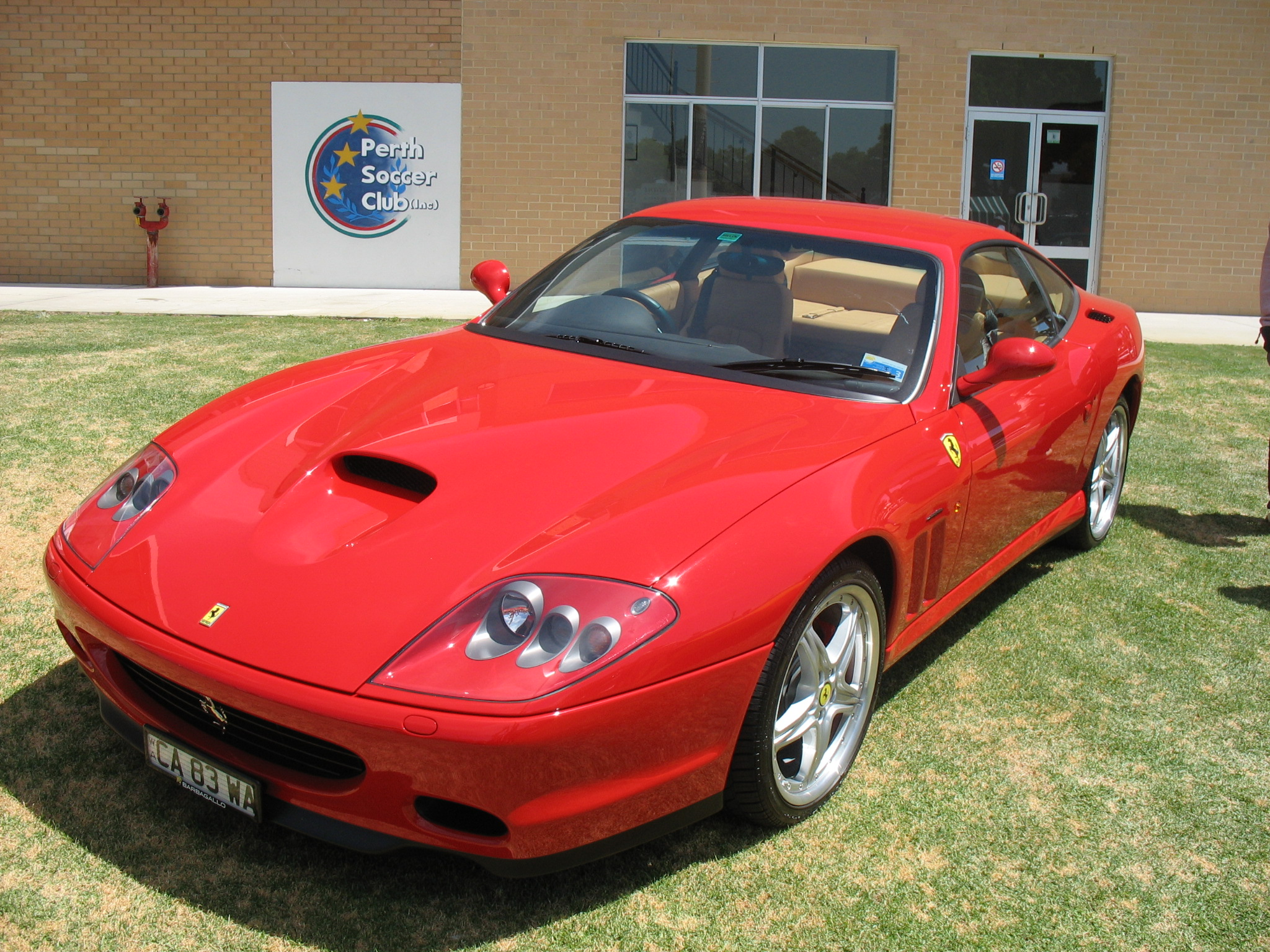

فراری ۵۷۵ام مارانلو (Ferrari 575M Maranello) خودرویی است که در سال‌های ۲۰۰۲–۲۰۰۶تولید شده‌است.
این خودرو در کلاس خودرو GT قرار گرفته و طراحی آن خودروهای موتور جلو-محور عقب بوده است. سیستم جعبه‌دندهٔ آن ۶ دنده به صورت دستی است.